# Microconomorphus rufipes
Microconomorphus rufipes es una especie de coleóptero de la familia Mycteridae.

## Distribución geográfica
Habita en Perak, Malaca y Sumatra.